# シンケップ島
シンケップ島（Singkep）とは、リンガ諸島の南部を構成する島の1つであり、マレー半島の南東海上、スマトラ島の近くに存在している。シンケップ島の面積は約757km2で、スマトラ島とはベルハラ海峡で隔てられている。 周辺には西にポシク島（Posik）、南西にセラク島（Serak）、南にララン島（Lalang）、リンガ島との間にセライア島（Selayar）が存在する。
この島はインドネシアに属しており、同国おける行政区分ではリアウ諸島州リンガ郡に属している。かつては世界的に有名な錫の生産地としても知られていた。

## 交通

### 海路
シンケップはダボシンケップ近郊のダボ港（Dabo）とスガイブル（Sungaibuluh）近郊のジャゴ港（Jago）の2つの港が設置されている。バンカ・ブリトゥン州のバンカ島のマントク港（Muntok）や南スマトラ州パレンバンへの定期便は、錫採鉱業の終焉とともに廃止された。しかしタンジュン・ピナンへの高速フェリーは継続されており、タンジュン・ピナンではリンガ島への船を借りることもできる。

### 空路
シンケップには40人乗り程度の小型機の離着陸が可能な小さな空港が設置されている。空港は錫採鉱活動中に盛んに利用されていたものの、現在はチャーター機と政府の警備機に利用されている程度である。ただし、2011年にはスカイ・アビエーションが週4回バタムからダボ・シンケップ空港への運行を開始した。さらなる空路として、2015年にダボからプカンバルへの空路の利用開始が計画されている。

## 歴史
- 1945年8月に、アメリカ合衆国とイギリスに対して、核燃料として重要なトリウム（トリウム燃料サイクルに使われる）を、同島に貯蔵することを、オランダが秘密裏に許可した[2]。
- 1999年に、重量物運搬船のマイティ・サーバント2号（Mighty Servant 2）が、地図に書かれていなかった、同島から少し離れた場所の海面下に隠れている花崗岩の尖礁に座礁した。この結果、この船は水深35mの海底に沈没した[3]。

## 註
1. ↑  http://batampos.co.id/13-09-2014/2015-penerbangan-rute-dabo-pekanbaru-tiga-kali-sepekan
2. ↑  Sir John Anderson to Prime Minister, 8 August 1945, CAB126/76   in Forgotten Wars: Freedom and Revolution in Southeast Asia by Bayly, C. and Harper, T.  published by Allen Lane an imprint of Penguin Books
3. ↑  Countryman & McDaniel